# Anisopleura subplatystyla
Anisopleura subplatystyla là loài chuồn chuồn trong họ Euphaeidae (Epallagidae). Loài này được Fraser mô tả khoa học đầu tiên năm 1927.